# Teucholabis subrubriceps
Teucholabis subrubriceps är en tvåvingeart som beskrevs av Alexander 1945. Teucholabis subrubriceps ingår i släktet Teucholabis och familjen småharkrankar.
Artens utbredningsområde är Ecuador. Inga underarter finns listade i Catalogue of Life.